# Rhantus socialis
Rhantus socialis là một loài bọ cánh cứng trong họ Bọ nước. Loài này được C.O.Waterhouse miêu tả khoa học năm 1876.